# Sirhookera lanceolata
Sirhookera lanceolata là một loài thực vật có hoa trong họ Lan. Loài này được (Wight) Kuntze miêu tả khoa học đầu tiên năm 1891.